# James M. Beggs
James Montgomery Beggs (Pittsburgh, 9 de enero de 1926-Bethesda, Maryland, 23 de abril de 2020) fue un oficial, empresario, funcionario y diplomático estadounidense. Fue el 6.º Administrador de la NASA. Propuesto por el presidente Ronald Reagan el 1 de junio de 1981, juró su cargo y entró en el puesto 10 de julio de 1981, sirviendo hasta el 4 de diciembre de 1985.

## Biografía
Nació en Pittsburgh, Pensilvania, fue graduado 1947 de la Academia Naval de los EE. UU. y sirvió con la Marina de los Estados Unidos hasta 1954. En 1955, recibió el título de maestría de la Harvard Graduate School of Business Administration. Antes de su nombramiento como administrador de la NASA, Beggs ha sido Vicepresidente Ejecutivo y un director de General Dynamics Corp en St Louis, Misuri. Previamente había servido con la NASA en 1968-1969 como Administrador Asociado, Oficina de Investigación Avanzada y Tecnología. De 1969 a 1973 fue Subsecretario de Transporte. Fue a Suma Corp en Los Ángeles, California, como Director Gerente de Operaciones y se unió a General Dynamics en enero de 1974. Antes de unirse a la NASA, había sido con Westinghouse Electric Corporation en Sharon, Pensilvania y Baltimore, Maryland durante trece años.
Ejerció como administrador de la NASA hasta diciembre de 1985, cuando cogió la excedencia por un período indefinido de ausencia de disposición en espera de una acusación de fraude contrato de los EE. UU. Departamento de Justicia para las actividades alegadas por el Departamento de Defensa que ha tenido lugar con anterioridad a su permanencia en la NASA. La acusación fue desestimada más tarde, los EE. UU. y el fiscal general le pidieron disculpas. William Graham, el Administrador Adjunto, asumió el cargo de Administrador de Actuación hasta el nombramiento de James C. Fletcher a un segundo turno como administrador.
Beggs Mary Harrison se casó y tiene cinco hijos. Al salir de la NASA, Beggs ha trabajado como consultor de sus oficinas en Bethesda, Maryland. Ha participado con la NASA Liga de Antiguos Alumnos y el Instituto Potomac.
Falleció a los noventa y cuatro años el 23 de abril de 2020 de insuficiencia cardíaca congestiva.